# کشتی تسئوس
کشتی تسئوس در متافیزیک هویت یک آزمایش فکری است که این سؤال را پدید می‌آورد که آیا چیزی که همه اجزای آن جایگزین شده، اساساً همان چیز باقی می‌ماند؟ این مفهوم یکی از کهن‌ترین مفاهیم فلسفه غرب است و کسانی همچون هراکلیتوس و افلاطون در حدود سال‌های ۵۰۰ تا ۴۰۰ پیش از میلاد دربارهٔ آن بحث کرده‌اند.
برای نمونه اگر شما تبری داشته باشید و دسته آن را جایگزین کنید آیا تبر شما همان تبر قبلی می‌ماند؟ اگر تیغه را جایگزین کنید چطور؟ اگر شما تبر دیگری با تیغه و دسته قدیمی بسازید، اینک تبر واقعی کدام است؟ آن تبر که عناصر جایگزین شده را دارد یا همان که عناصر قدیمی را دارد تبر واقعی است؟ انسان‌های متفاوت به این سؤال به روش‌های متفاوتی پاسخ می‌دهند.
این نام از افسانه ای دربارهٔ قهرمان باستانی آتنی «تسئوس» گرفته شده‌است. کشتی که تسئوس و جوانان آتنی با آن از کرت به آتن بازگشتند، سی پارو داشت و توسط آتنی‌ها حتی تا زمان دمتریوس فالرومی نیز حفظ شد، زیرا آن‌ها با پوسیدگی هر بخش از کشتی، آن را با الوارهای جدید و مستحکمی جایگزین کردند، تا حدی که این کشتی برای پرسش منطقی از چیزهایی که رشد می‌کنند، به یک نمونه ثابت در میان فلاسفه تبدیل شد. یک طرف کشتی را ثابت می‌پندارند و طرف دیگر ادعا می‌کنند که کشتی همان کشتی قبل نیست.